# منطقة زمنية

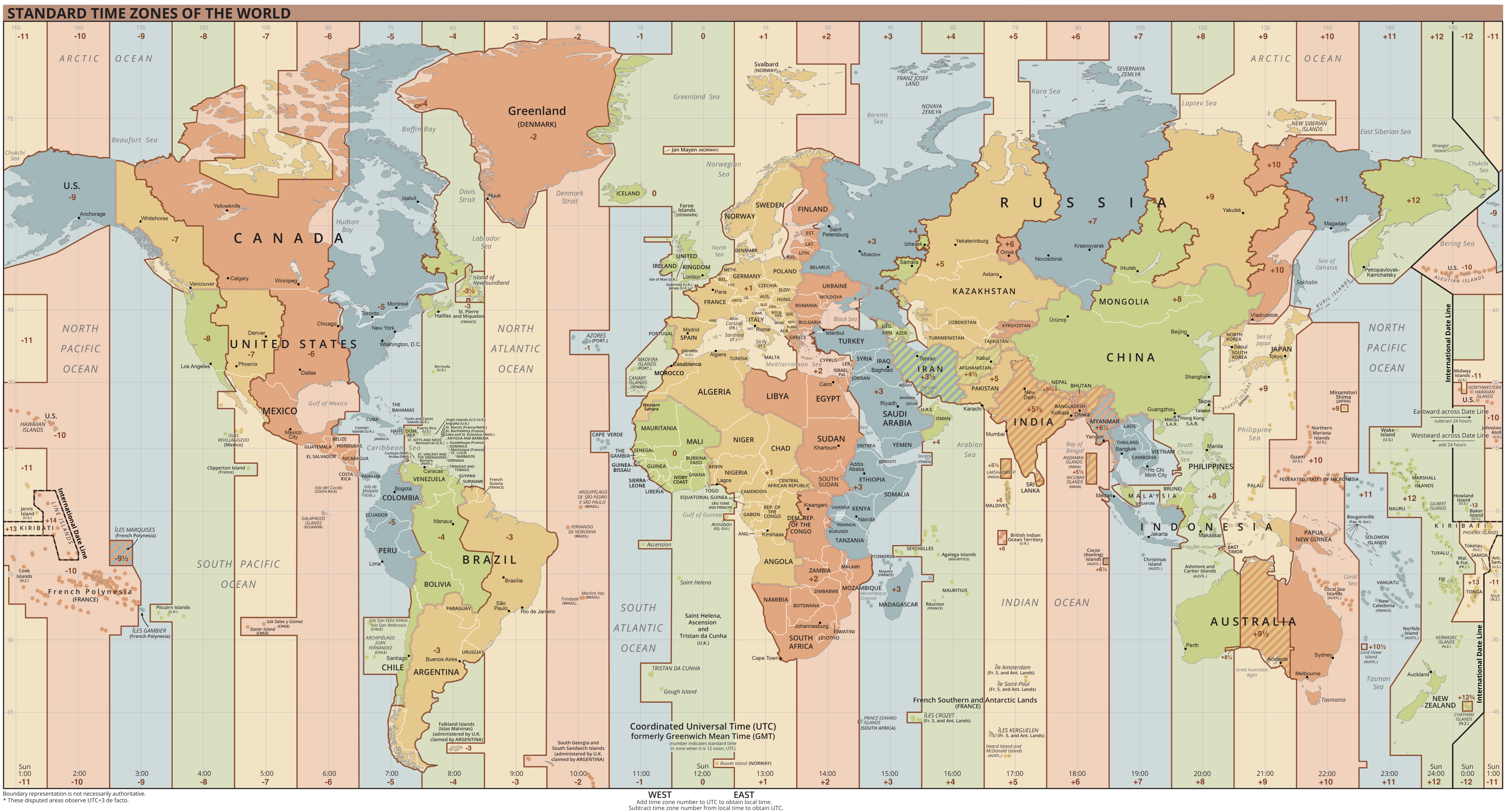
المناطق الزمنية في العالم.

المنطقة الزمنية (بالإنجليزية: Time zone)‏ هو مقطع من سطح الأرض يطبق فيه توقيت واحد. عادة يتم تقسيم المناطق الزمنية طوليا بالنسبة للكرة الأرضية، ابتداءً من القطب الشمالي وانتهاءً في القطب الجنوبي. مناطق القطبين الشمالي والجنوبي لا تتبع أي منطقة زمنية معينة. وبالنسبة لهم ينطبق التوقيت العالمي.
تعريف المنطقة الزمنية بإمكانه شمل عدة مواضيع:
- المنطقة التي تتبع توقيت واحد.
- الفرق الزمني نسبة إلى التوقيت العالمي.
- منطقة زمنية نسبة إلى النقطتين السابقتين. هذه المنطقة تعتمد زمنياً على منطقتان زمنتيان مختلفتان أو فرقان زمنيان مختلفان، واحد عادي (شتوي) وواحد صيفي.

## الاتفاق
تم الاتفاق في عام 1883 على اعتبار الخط الجغرافي الطولي المار بالمعهد الملكي الفلكي البريطاني في غرينيتش كالخط رقم صفر والذي من خلاله يتم احتساب الفروق الزمنية مع المناطق الأخرى. ويعرف عالمياً باسم توقيت جرينيتش، أو «التوقيت العالمي». وفرق التوقيت هو فرق التوقيت المحلي لبلد ما نسبة إلى التوقيت العالمي. ويرمز له بـUTC.

## الرموز

### ايزو 8601
إيزو 8601 هو معيار وضعته المنظمة الدولية للمعايير لتحديد طرق تمثيل التواريخ والأوقات بشكل نصي، بما في ذلك مواصفات تمثيل المناطق الزمنية.
إذا كان الوقت بالتوقيت العالمي المنسق (UTC)، يُضاف «Z» مباشرة بعد الوقت من دون مسافة فاصلة. «Z» هو مُحدد المنطقة لإزاحة التوقيت العالمي المنسق الصفرية. لذلك يُمثل الوقت «09:30 UTC» كـ «Z09:30» أو «Z0930». وبالمثل، يمكن كتابة 14:45:15 بالتوقيت العالمي كـ Z14:45:15 أو Z144515. يُعرف التوقيت العالمي المنسق أيضًا باسم توقيت الزولو؛ فالزولو هي ألفبائية صوتية للحرف Z.
تُكتب الإزاحات بالتوقيت العالمي المنسق بالتنسيق ±س س:د د أو ±س س د د أو ±س س (إما قبل الساعة أو خلف التوقيت العالمي المنسق). فمثلًا، إذا كان الوقت الموصوف يسبق التوقيت العالمي المنسق (UTC) بساعة واحدة (مثل الوقت في ألمانيا خلال فصل الشتاء)، فسيكون مُحدد المنطقة «01:00+» أو «0100+» أو ببساطة «01+». يتبع هذا التمثيل الرقمي للمناطق الزمنية للتوقيت المحلي بنفس الطريقة التي يتبع بها إلحاق اختصارات المنطقة الزمنية الأبجدية (أو «Z» بحسب ما هو مذكور أعلاه). تتغير الإزاحة في التوقيت العالمي المنسق (UTC) مع التوقيت الصيفي، فمثلًا، إزاحة الوقت في شيكاغو، التي تقع في المنطقة الزمنية المركزية لأمريكا الشمالية، هي «06:00-» لفصل الشتاء (التوقيت الرسمي المركزي) و«05:00-» للصيف (التوقيت الصيفي المركزي).

### الاختصارات
تٌمثل غالبًا المناطق الزمنية بالاختصارات الأبجدية مثل «EST» و«WST» و«CST»، ولكنها ليست جزءًا من المعيار الدولي للوقت والتاريخ إيزو 8601. قد تكون هذه التسميات غامضة، فقد تعني «CST» في أمريكا الشمالية التوقيت الرسمي المركزي (UTC−06:00)، وتوقيت كوبا القياسي (UTC−05:00) والتوقيت الرسمي الصيني (UTC+08:00)، وهو أيضًا التوقيت البديل المستخدم على نطاق واسع من قبل التوقيت المركزي الأسترالي (UTC+09:30).

## التحويلات
يتبع التحويل بين المناطق الزمنية المعادلة:
«الوقت في المنطقة A» - «إزاحة التوقيت العالمي المنسق للمنطقة A» = «الوقت في المنطقة B» - «إزاحة التوقيت العالمي المنسق للمنطقة B»
ويكون كل طرف من المعادلة مكافئًا للتوقيت العالمي المنسق (UTC).
يمكن إعادة ترتيب معادلة التحويل إلى:
«الوقت في المنطقة B» = «الوقت في المنطقة A» - «إزاحة التوقيت العالمي المنسق للمنطقة A» + «إزاحة التوقيت العالمي المنسق للمنطقة B».
فمثلًا، تفتح بورصة نيويورك في الساعة 09:30 (بتوقيت شرق الولايات المتحدة، إزاحة التوقيت العالمي المنسق هي  −05:00). وفي كاليفورنيا (توقيت المحيط الهادئ، إزاحة التوقيت العالمي المنسق هي −08:00) وفي الهند (توقيت الهند، إزاحة التوقيت العالمي المنسق هي: 05:30+)، وبذلك تفتح بورصة نيويورك في الساعة:
في كاليفورنيا = 09:30 − (05:00-) + (08:00-) = 06:30
في الهند = 09:30 − (05:00-) + (05:30+) = 20:00
تصبح هذه الحسابات أكثر تعقيدًا بالقرب من تبديل الوقت من أو إلى التوقيت الصيفي.
قد تؤدي فروق التوقيت أيضًا إلى تواريخ مختلفة. فمثلًا، عندما تكون الساعة 22:00 يوم الاثنين في مصر (UTC+02:00)، تكون الساعة 01:00 يوم الثلاثاء في باكستان (UTC+05:00).

## المناطق الزمنية البحرية
بدأ العمل في عشرينيات القرن العشرين بنظام التوقيت البحري القياسي للسفن في أعالي البحار. كشكل مثالي لنظام المنطقة الزمنية الأرضية، تتكون المناطق الزمنية البحرية من 15 درجة يقابلها توقيت غرينتش بعدد كامل من الساعات. يتبع خط الوقت البحري خط الطول 180، ويقسم 15 درجة إلى قسمين من 7.5 درجة يختلفان عن توقيت غرينتش بـ ±12 ساعة.
ومع ذلك، من الناحية العملية، يجوز لكل سفينة اختيار الوقت الذي تريد اتباعه في كل موقع. قد تقرر السفن ضبط ساعاتها في وقت معين (عادة في الليل) وليس بالضبط عندما تعبر خط طول معين. تبقى بعض السفن ببساطة في وقت مغادرة الميناء خلال الرحلة بأكملها.

## المناطق الزمنية في الفضاء الخارجي

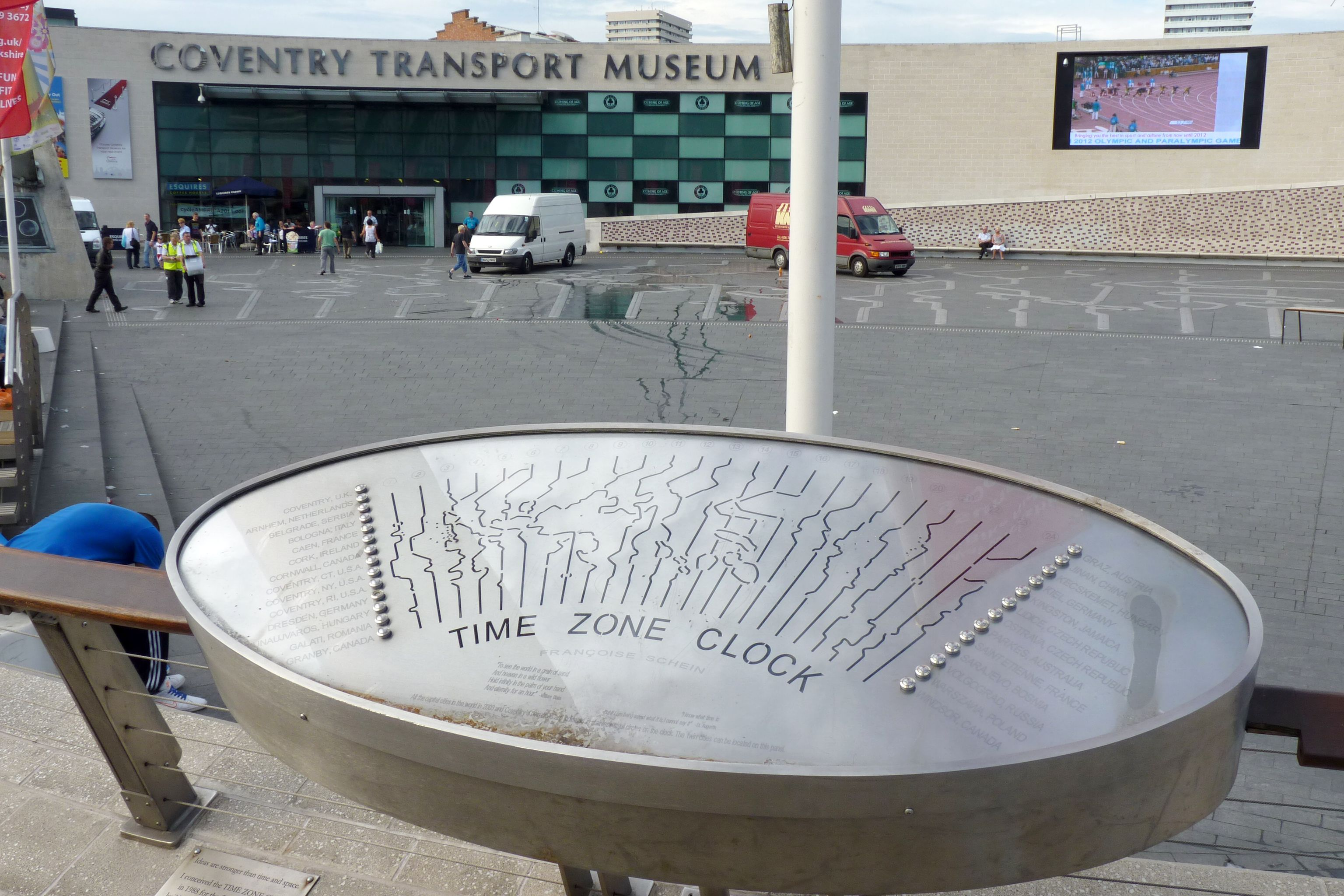

يحدث شروق الشمس وغروبها في المركبات الفضائية التي تدور حول الأرض أكثر من مرة في اليوم، أما في رحلة أبولو للقمر فإن شروق الشمس وغروبها لم يحدث أبداً. وبالتالي فإنه ليس من الممكن تعريف المنطقة الزمنية وفق الشمس. عادة ما يتم استخدام تواقيت أماكن إطلاق المركبة كتوقيت، وأحياناً يتم استخدام فرقة مراقبة البعثة كتوقيت. هذا يحافظ على دورات النوم لدى طاقم وحدات التحكم ويجعلها متزامنة. في محطة الفضاء الدولية يستخدم عادة التوقيت العالمي.
ضبط الوقت على كوكب المريخ يمكن أن يكون أكثر تعقيدا، لأن اليوم الشمسي على الأرض يعادل ما يقرب من 24 ساعة و 39 دقيقة، والمعروفة باسم سول.

## وصلات داخلية
- زمن منطقة المحيط الهاديء